# Niels Lykke (riksråd)
Niels Lykke, född omkring 1492, död 1535, var en dansk adelsman.
Lykke följde Kristian II på tåget till Sverige 1520 och blev vid kröningen dubbad till riddare samt höll under blodbadet i Stockholm 8 november till folket ett tal med uppmaning att inte förfäras för det straff, som nu drabbade förbrytare och kättare. År 1522 blev han kungens köksmästare, deltog 1523 i Köpenhamns försvar och tjänade sedan Kristian i flera diplomatiska beskickningar. År 1528 slöt han sig till Fredrik I, sändes till Norge och verkade för befästandet av dess förbindelse med Danmark samt äktade Elline Gyldenløve, dotter till fru Inger Römer till Östråt. 
År 1532 blev Lykke norskt riksråd, deltog i tåget till Oslo mot Kristian II och övertalade honom att kapitulera, men föll i onåd hos kung Fredrik, därför att han lovat Kristian fri lejd. Efter sin makas död 1532 knöt Lykke en förbindelse med hennes syster Lucie, men kunde inte utverka släktens eller kyrkans samtycke till äktenskapet, trots att ett barn blivit frukten av förbindelsen. Han närmade sig dessutom lutheranerna och fängslades därför i juni 1535 av ärkebiskop Olaf, dömdes för kätteri och blev i fängelset dödad genom kolosförgiftning ("røget ihjel") 24 december samma år. Lucie äktade sedermera Jens Tillufsen Bjelke och drunknade 1555.